# Maria Chacón
María Fernanda Chacón Romo (Ensenada, Baja California, México, 10 de julho de 1991) é uma atriz e cantora mexicana.

## Carreira
Começou sua carreira em comerciais em 2000 para a emissora Televisa e depois participou do programa Código F.A.M.A. em 2003. primeira edição. Depois disso ela começou a ser mais reconhecida em programas de TV. Participou da novela Alegrifes e Rabujos, em 2003. Em seguida, com o mesmo grupo da novela participou do Teleton. Nesse mesmo ano foi mandada aos jogos olímpicos de Atenas para dirigir alguns segmentos dirigidos ao público infantil. com alguns amigos da mesma novela, foi convidada a participar da novela Mission S.O.S. Aventura y Amor em 2004. 
Fez algumas aparições especiais em algumas minisséries da televisa como Peregrina, Mujer, casos de la vida real e ¡Que Madre,tan Padre!. Muito tempo depois fora da Tv, ingressou ao grupo Play. Para entrar na Play, ela havia se inscrito num programa de artistas juvenis da Televisa e ela e seu amigos do grupo se encantaram com o projeto dessa banda. Em 2007, ela acaba de gravar o seu primeiro CD com o grupo. O disco se titula Días Que No Vuelven. Também participou do show musical La Tardeada de las Estrellas, que tinha os mesmos integrantes que a banda Play, criada um pouco depois do espetáculo.

### Telenovelas
- 2022 - Cabo - Rebeca Chávez[1]
- 2008 - La rosa de Guadalupe
- 2006 -  Código Postal - Nadelyn
- 2006 -  Peregrina - Edith
- 2006 - ¡Que Madre,tan Padre!' - Jessica
- 2005 - Misión S.O.S. Aventura y amor - Chaneca
- 2003 - Alegrifes e Rabujos - Sofía Domínguez 'Chofis'

### Programas
- Mujer,casos de la vida real
- Código F.A.M.A.
- Nuestra Casa
- El Club
- Hoy

## Teatro
- 2012 - Amor Sincero
- 2006 - La Tardeada de las Estrellas

## Discografia Código F.A.M.A.
- Código F.A.M.A. - Plataforma 5 - CD
- Código F.A.M.A. - Plataforma 4 - CD
- Código F.A.M.A. - Plataforma 3 - CD
- Código F.A.M.A. - Plataforma 2 - CD
- Código F.A.M.A. - Plataforma 1 - CD
- Disco Alegrije
- Disco Rebujo
- Días Que No Vuelven

1. ↑  «María Chacón lució su figura de impacto al usar un vestido rojo pasión, durante presentación de "Cabo"». EL DEBATE (em espanhol). Consultado em 30 de outubro de 2022